# Spisepinde
Spisepinde er et par små lige lange tilspidsede pinde med oprindelse i Kina. Det er det traditionelle bestik i Kina, Japan, Korea, Vietnam og Thailand.
Spisepinde bruges normalt i de fem lande og deres køkkener. I Thailand bruges de nu kun til suppe og nudler siden introduktionen af vestligt bestik af Kong Rama V i det 19. århundrede.
Spisepinde er normalt lavet af træ, bambus, metal, ben, elfenben, og i moderne tid også plastik. De to pinde manøvreres i en hånd – mellem tommel- og de andre fingre – og bruges til at samle mad op med.

## Historie
Redskaber, der mindede om spisepinde, blev fundet i den arkæologiske udgravning ved Meggido i Israel, tilhørende invaderende skyter fra Kanaan. Denne opdagelse kan måske vise eksistensen af en handelsforbindelse mellem Mellemøsten og Asien i oldtiden eller måske en parallel udvikling. Spisepinde var også den almindelige husholdningsartikel hos Uyghurerne på de mongolske stepper i det 6.–8. århundrede.

## Sproghistorie
Spisepinde har mange forskellige betegnelser verden over. Herhjemme kan ordet "spisepind" kun belægges tilbage til 1897, da fænomenet blev offentligt kendt, men i Østen findes selvfølgelig betydeligt ældre betegnelser.
På kinesisk brugtes tidligere ordet zhù (MC: d̪jwo-) (箸 pinyin:zhù, Minnan: tī). Der opstod imidlertid på et tidspunkt et tabu mod at bruge dette ord om bord på skibe, fordi det lød som ordet 住 (zhù), der betød "at standse" og således tænktes at kunne få vinden til at aftage. I stedet brugte man at erstatte det med et ord med den modsatte betydning, nemlig kuài 快 (hurtig). Denne nye betegnelse spredte sig hurtigt og blev snart den generelle betegnelse for "spisepinde" i de fleste moderne kinesiske dialekter. På mandarinkinesisk bruges i dag sammensætningen kuàizi (筷子) eller kuài'er (筷儿/筷兒). 筷 er et sammensat semantisk-fonetisk (xíngshēng) skrifttegn med den fonetiske komponent "快" ("hurtig") og den semantiske komponent "竹" ("bambus").
På japansk kaldes spisepinde hashi, hvilket skrives med kanji-tegnet 箸. Et udbredt synonym er otemoto, hvilket i stedet skrives med hiragana-tegn, おてもと, og ofte ses på papirhylstre til engangsspisepinde.
På koreansk bruges jeo, 箸, i det sammensatte ord jeotgarak (젓가락), hvis andet led garak betyder "pind". Jeo bruges normalt ikke selvstændigt.
På vietnamesisk kaldes spisepinde đũa, hvilket også stammer fra 箸.
På thai bruges takiap, hvilket med det thailandske alfabet skrives ตะเกียบ.
Det engelske ord "chopsticks" kommer fra et engelsk-kinesisk pidgin-sprog, hvor "chop chop" betød "hurtig". 

## Typer
Der er flere forskellige typer spisepinde der varierer i bl.a.:
- Længde: Meget lange spisepinde, nogle gange op til en meter lange men som regel 30 eller 40 cm. lange bruges som regel i tilberedelsen af mad, specielt til friturestegning af maden. I Japan kaldes de saibashi (菜箸). Kortere spisepinde bruges normalt som bestik, men bruges alligevel også i køkkenet til tilberedning.
- Tilspidsning: Enden af spisepindene til at opsamle maden med er tilspidset til en stump eller spids. Stump tilpasset spisepinde giver en større overflade til at holde maden og til at skubbe ris ind i munden. Spids tilpasset spisepinde tillader en større manipulation af maden og at kunne tag hel ben fisk der er tilberedt hele.
- Materiale: Spisepinde kan laves ud af en lang række materialer: bambus, plastik, træ, ben, metal, jade, og elfenben.

- Bambus- og træspisepinde er billige, er dårlige varmeledere og giver et godt greb omkring maden. Imidlertid kan de efter lang tids brug blive skæve, nedbrydes og kan blive bo for bakterier hvis de ikke rengøres ordentligt. Næsten alle køkken- og engangsspisepinde er lavet af træ eller bambus. Engangs ulakerede spisepinde bruges specielt på restauranter. De kommer ofte som et stykke træ, der er halvt skåret igennem og skal brækkes i to dele af brugeren. På japansk er de kendt som waribashi (割り箸).
- Plastikspisepinde er billige og dårlige varmeledere. Derudover er de ikke hjemsted for bakterier og slides ikke meget ved gentagen brug. Plastikspisepinde kan dog ikke bruges til madlavning da de høje temperaturer kan skade dem og udvikle giftige dampe.
- Metalspisepinde er holdbare og nemme at rengøre. Derimod er de, på grund af deres glatte overflade, dårlige til at holde på maden, i forhold til spisepinde af træ, plastik eller ben, og derudover er de dyrere. Deres høje varmeledeevne betyder også at de ikke er gode til brug i madlavningen.
- Materialer såsom elfenben, jade, guld og sølv vælges som regel af luksusgrunde.

- Udsmykning: Træ- eller bambusspisepinde kan males eller lakeres for at dekorere dem og gøre dem vandtætte. Metalspisepinde gøres nogle gange ru eller de spidse ender ridses for at gøre opsamlingen af mad lettere. Dyre metalspisepinde par er nogle gange samlet af en kæde i den brede ende for at forhindre separation.

### Typer af spisepinde brugt i forskellige kulturer
- Kinesiske: længere pinde lavet af forskellige materialer der ender i en stump ende.
- Japanske: korte eller medium lange pinde der er tilspidset i enden. Dette kan skyldes at den japanske mad består af helstegte fisk. Japanske spisepinde er traditionelt lavet af træ og er lakeret. Nogle spisepindesæt inkluderer to længder af spisepinde – korte til kvinder og længere til mænd.
- Koreanske: medium lange rustri stål stave der er tilspidset til en firkantet stump ende, traditionelt lavet af messing eller sølv. Mange koreanske metalspisepinde er pyntet med ornamenter i den brede ende.
- Vietnamesiske: lange pinde der er tilspidset i en stump ende; traditionelt i træ, men nu også i plastik. En đũa cả er et par lange flade spisepinde, der bruges til at servere ris fra en gryde.

## Brug af spisepinde
Spisepinde holdes mellem tommelfingeren og de andre fingre i en hånd og bruges som en tang til at opsamle små portioner af mad, der er tilberedt eller skåret op i små stykker, og (bortset fra Korea) også til at skovle ris og små stykker mad ind i munden fra en skål. Der findes mange etiketter for den korrekte brug af spisepinde.
Spisepinde holdes traditionelt kun i højre hånd selv af venstrehåndede mennesker. Selvom spisepinde kan holdes i begge hænder, opfattes brug af venstre hånd stadig af nogle som brud på etiketten.
Spisepinde er simple i design: egentlig bare to tynde stænger hver svagt tilspidset i den ene ende. Den smalle runde ende kommer i kontakt med maden. Nogle design har ringe indgraveret i spidserne, som forbedrer pindes evne til at fastholde maden. I kulturer hvor spisepinde er almindelige, laves maden normalt i små bider. Ligeledes tilberedes ris i Østasien ofte så den er klistret, hvilket leder til at den klumper og dette medvirker til at den er nem at spise med spisepinde. Ris i Vesten er derimod tilberedt så den er luftig, hvilket gør den svær at spise med spisepinde.  I "spisepindekulturer" lærer folk at spise med pinde fra de er helt små. Kokke bruger også spisepinde som kokkeredskaber.

## Brugsvejledning
1. Put den ene spisepind mellem din håndflade og inderste del af din tommelfinger ved at bruge ringfingeren (den fjerde finger) til at understøtte den nederste del af pinden. Tryk pinden ned ved hjælp af tommelfingeren, mens ringfingeren presser den opad. Pinden burde nu være stationær og meget stabil.
2. Brug spidsen af tommel-, pege- og langefingeren til at holde den anden pind ligesom en pen. Sørg for at spidserne af de to pinde er parallelle.
3. Pivoter den øverste pind op og ned mod den stationære nederste pind. Med denne bevægelse kan man samle mad, endda af stor størrelse, op.
4. Med nok øvelse kan de to pinde komme til at virke som en tang.

Tip: Spisepinde skal generelt holdes ved den tykke ende omkring en tredjedel af deres længde for perfekt balance og effektivitet. For at få større rækkevidde til at samle mad op længere væk kan man holde i spisepindene øverst oppe.
Hvis spidserne ikke er parallelle vil det være svært at holde på ting. Hold spisepindene lodret og lad en af pindene lige røre bordet og skub så spisepindene ned, eller slip forsigtigt grebet et øjeblik, så begge spidser får samme længde. På denne måde kan du også justere dit greb eller holdeposition.
Med øvelse er det muligt at udføre de to første punkter samtidig, altså samle spisepindene op med en hånd i en enkelt og ubesværet bevægelse. Juster om nødvendigt dit greb.

## Etikette
Det er værd at bemærke, at spisepinde bruges over et stort geografisk område. Mens principperne i etiketten er de samme, er der finesser der varierer fra region til region, og der er ikke en samlet standard for brugen af spisepinde. Generelt er spisepinde etiketten meget lig den vestlige etikette med hensyn til bestik.

### Universelt
I kulturer der bruger spisepinde følges nedenstående regler normalt:
- Spisepinde bruges ikke til at lave larm, til at tiltrække opmærksomhed eller til at gestikulere.
- Spisepinde bruges ikke til at flytte skåle eller tallerkener.
- Spisepinde bruges ikke til at lege med ens mad eller med retterne generelt.
- Spisepinde bruges ikke til at gennembore mad, på nær i sjældne tilfælde. Undtagelser inkluderer at fraskille større dele såsom grøntsager og kimchi. Til uformelle tilfælde kan dele, der er svære at samle op, som cherrytomater eller fiskeboller gennembores, men dette er ikke velset blandt traditionsbundne mennesker.
- Spisepinde kan lægges vandret på ens tallerken eller skål for at holde dem helt væk fra bordet. Et spisepindeleje kan også bruges til at holde spidserne væk fra bordet.
- Spisepinde bør ikke efterlades stående lodret i en skål med ris eller anden mad. Enhver pindelignende genstand der peger opad minder om de røgelsespinde, som nogle asiater bruger som offer til afdøde familiemedlemmer; Visse begravelses ritualer udpeger madofringer til de døde ved netop at bruge opretstående spisepinde.

### Kinesisk etikette
- I kinesisk kultur er det normalt at holde risskålen op til munden og bruge spisepindene til at skubbe risene direkte ind i munden.
- Kinesere spiser traditionelt ris fra en lille skål, der holdes i den venstre hånd. Risskålen løftes op til munden og risene skubbes, ved hjælp af spisepinde, ind i munden. Nogle kinesere anser det som uforskammet at bruge en ske til at øse risene fra skålen. Hvis risene serveres på en tallerken, som er mere normalt i Vesten, er det acceptabelt og praktisk at spise dem med en ske eller gaffel.
- Den brede ende bruges nogle gange til at overføre mad fra en fælles tallerken til en gæsts tallerken eller skål.
- Et sæt spisepinde er normalt at finde blandt bryllupsgaverne til til et kinesisk brudepar, da det kinesiske ord for "spisepinde" og "snart at være gravid med en søn" lyder ens.
- Det er tilladt at overføre mad til nære familimedlemmer (f.eks. bedsteforældre, forældre, ægtefælle, børn eller anden nær person) hvis de har problemer med at opsamle maden. Det er også et tegn på respekt at videregive mad til de ældre før middagen starter (en del af konfucianismen, traditionen om at respektere ældre).
- Når der medfølger fælles spisepinde til delte fælles tallerkner, anses det som uhøfligt og uhygiejnisk at samle mad op med sine egne spisepinde eller spise med de fælles spisepinde.

### Japansk etikette
- Mad bør ikke overføres fra ens egne spisepinde til en andens spisepinde. Japanere vil altid tilbyde deres tallerken for at overføre det direkte, eller sende personens tallerken videre, hvis afstanden er for stor. Direkte overførelse er måden hvorpå ben sendes videre på som del i det japanske begravelsesritual.
- Spisepindene bør aldrig puttes ned i risene da denne skik er en del af det japanske begravelsesritual.
- De spidse ender af pindene bør altid placeres på et spisepindeleje når de ikke bruges.
- At vende spisepindene om og bruge den modsatte, rene ende er den rigtige måde at flytte mad fra en fælles tallerken.
- Spisepinde bør ikke krydse hinanden på bordet, da dette symboliserer død.

### Koreansk etikette
- Koreanere anser det som ubehøvlet, hvis man samler risskålen op fra bordet og spiser fra den.
- Den brede ende anses ikke som ren og bruges ikke til at overføre mad fra fælles tallerkener.
- I modsætning til andre spisepindekulturer bruger koreanere en ske (traditionelt et relativt fladt, cirkulært hoved med et lige håndtag handle, modsat de kinesiske og japanske suppeskeer og mere lig de vestlige skeer) til deres ris og suppe, og spisepinde til de fleste andre ting på bordet.
- Man bør ikke spise direkte fra de små madskåle. I modsætning til risen, der spises i mange dele af Kina, kan koreansk dampet ris let samles op med spisepinde, selvom det er mere acceptabelt at spise risen med en ske.

### Vietnamesisk etikette
- I lighed med kinesisk etikette, tages risskålen op til munden og risen skubbes ind i munden ved hjælp af spisepindene.
- Modsat kinesiske retter er det også praktisk at bruge spisepinde til at samle ris op på tallerkner, såsom stegte ris, fordi vietnamesiske ris typisk er klæbrigt.
- Som med koreansk etikette er det mest rigtigt altid at bruge to spisepinde samtidig, selv når de bruges til omrøring.
- Man bør ikke opsamle mad direkte fra bordet og ind i munden. Mad skal placeres i ens egen skål først.
- Spisepinde skal ikke placeres i munden, mens man vælger sin mad.
- Spisepinde må aldrig placeres i en "V" form når måltidet er ovre; det anses som et dårligt varsel.

## Miljømæssig indvirkning
Alene i Kina bruges og smides der ud, årligt estimeret 45 milliarder par engangsspisepinde. Dette giver et samlet forbrug på op til 1,7 million kubikmeter træ eller 25 millioner fuldvoksne træer pr. år. For at tilskynde folk til at bruge og smide færre ud har man siden april 2006 pålagt en fem procent skat på prisen af spisepinde. Dette tiltag er en del af den første skattepakke i 12 år.

## Sundhedsmæssige problemer
En undersøgelse foretaget i 2003 viste at regelmæssig brug af spisepinde kan give en mindre forøgelse af risikoen for osteoarthritis i hånden, en lidelse hvor brusk nedslides, hvilket medfører smerter i håndleddene, specielt blandt ældre.  Der har også været fremsat bekymring over brugen af visse hvide engangsspisepinde, der måske udgør en sundhedsrisiko og kan være årsag til hoste eller endda astma. 
En 2006 undersøgelse fra "Hong Kong Department of Health" har påvist at omfanget af folk, der bruger serverings-spisepinde, skeer eller andre serverings redskaber er steget fra 46% til 65% siden udbruddet af SARS i 2003. 

## Trivia
- I mange asiatiske integrerede kredsløbs og LCD fabrikker er det et ansættelseskrav at kunne samle små kugler op med spisepinde i hurtigt tempo. Dette er en simpel måde et teste øje-hånd koordinationen. [kilde mangler]
- Det menes at man i det kejserlige kinesiske palads brugte sølv spisepinde til at opdage giftstoffer (formentlig metaliske oxider) i kejserens måltider; hvis der fandtes gift i maden ville spisepindene blive matte grundet en enkeltforskydningsreaktion i sølvet.[kilde mangler]